# Centro nazionale di studi manzoniani

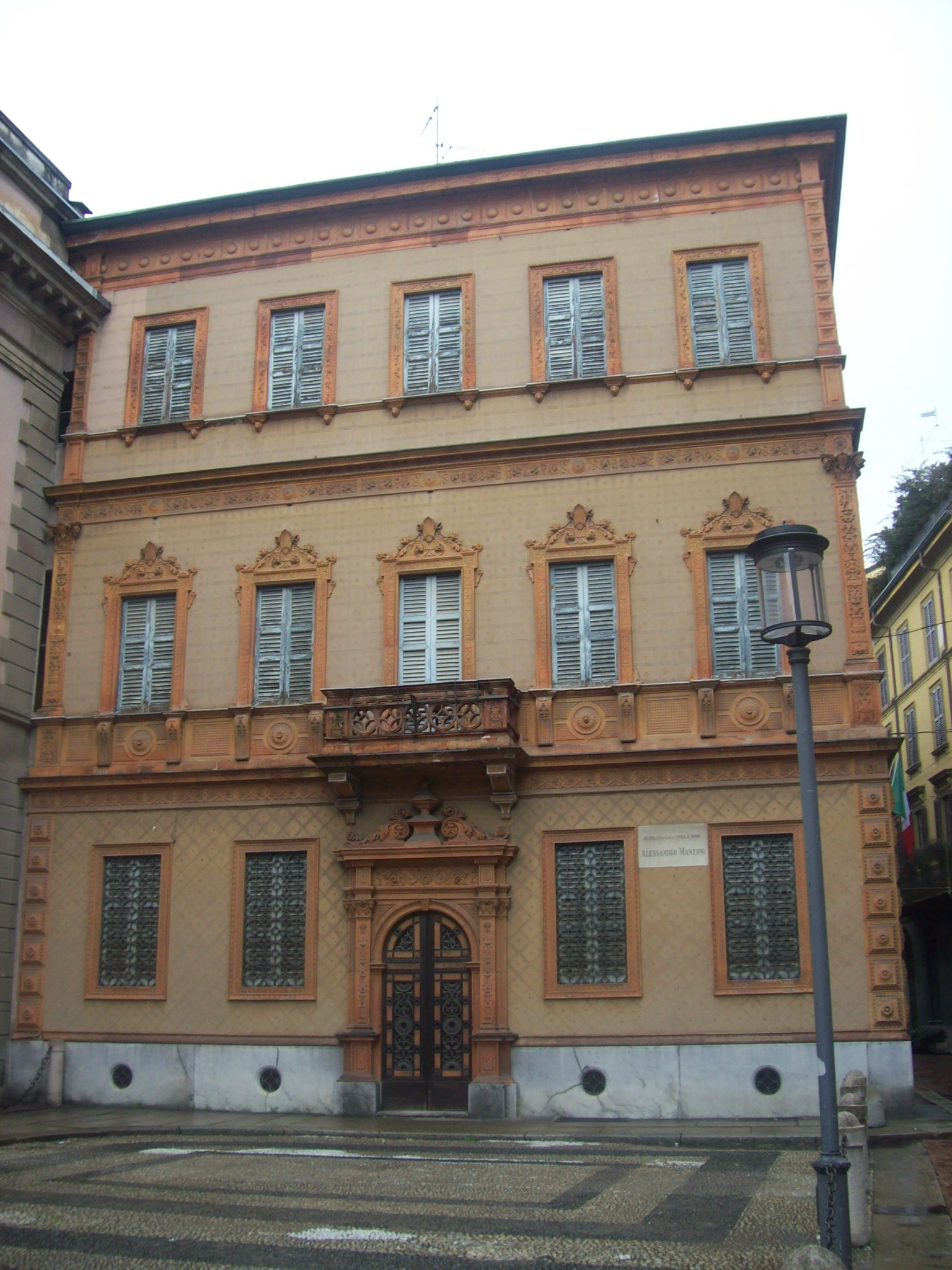
Casa Manzoni a Milano, dove ha sede il Centro nazionale di studi manzoniani

Il Centro nazionale di studi manzoniani è l'ente preposto alla conservazione della memoria dell'opera e della figura di Alessandro Manzoni. Istituito nel 1937, il Centro ha sede nella casa che fu del celebre scrittore in via del Morone, 2 a Milano.

## Storia
Istituito con D.L. 1679 dell'8 luglio 1937, il Centro nazionale di studi manzoniani ha il fine di trasmettere, conservare e valorizzare l'opera e la figura del celebre scrittore autore de I promessi sposi. Fin dalla nascita ha trovato sede nella casa che fu del Manzoni, situata nel centro storico di Milano a pochi passi dal Teatro alla Scala in quella che è via del Morone, al civico numero due. Quest'ultima, infatti, dopo essere passata nel 1919 ai Villa e poi nel 1922 alla famiglia benestante dei Dubini, nel 1937 fu donata al Comune di Milano perché fosse adibita ad uso dell'appena nato Centro nazionale di studi manzoniani.

## Descrizione
Il patrimonio documentale del Centro è ricchissimo: contiene oltre 30.000 volumi riguardanti Alessandro Manzoni e che provengono o dalla biblioteca dello scrittore e di quella del figliastro Stefano Stampa; o che sono stati donati in seguito e che comunque vertono sulla critica letteraria e la fortuna del celebre scrittore. Oltre al patrimonio riguardante la critica letteraria su Manzoni, il fondo è costituito da numerose edizioni de I promessi sposi in numerosissime lingue: «albanese, arabo, armeno, catalano, ceco, croato, danese, ebraico, esperanto, estone, finlandese, francese, giapponese, greco, inglese, latino, lettone, olandese, polacco, portoghese, rumeno, russo, serbo, slovacco, spagnolo, svedese, tedesco, turco, ungherese e, di questi anni, cinese». 
Il compito di trasmettere e valorizzare l'opera manzoniana è affidata ad un organo direttivo che si avvale, per la parte strettamente scientifica, di vari studiosi italiani e stranieri esperti in studi manzoniani. Il frutto delle ricerche scientifico-letterarie e di riflessione sull'eredità manzoniana trova espressione nella rivista «Annali Manzoniani» e ha come scopo la pubblicazione dell'opera omnia dello scrittore.
Tra i suoi direttori più celebri si ricordano Giancarlo Vigorelli (in carica dal 1983 al 2005) e poi Angelo Stella (dal 2005 al 2023).